# Gleicheniaceae
Gleicheniaceae is een familie van zes recente geslachten en ongeveer 125 recente soorten varens, die verspreid zijn over alle tropische streken van de wereld.
Fossielen van Gleicheniaceae worden voor het eerst aangetroffen in het Krijt (145 tot 65 miljoen jaar geleden).

## Naamgeving enetymologie
- Synoniem: Dicranopteridaceae Ching (1954), Gleicheniaceae onderfamilie Stromatopteridoidae Nakai (1950), Stromatopteridaceae (Nakai) Bierhorst 263 (1968)
- Engels: Forking Fern Family

De familie Gleicheniaceae is vernoemd naar het geslacht Gleichenia.

## Kenmerken
Gleicheniaceae-soorten zijn vaatplanten met een zeer duidelijke generatiewisseling. De sporofyten bezitten een goed ontwikkelde rizoom met een centrale protostele of zelden een solenostele. De bladen zijn alle gelijkvormig, meestal gaffelvormig vertakt, met vrije nerven.
De sporenhoopjes of sori liggen langs de nerven op de onderzijde van het blad en bevatten tussen de vijf en vijftien ronde sporendoosjes, die alle tegelijk rijpen. Ze dragen geen of onvolledige dekvliesjes. De sporendoosjes of sporangia bezitten een bijna verticale of licht schuine annulus (een lijn van bijzondere, verdikte cellen van de sporangiumsteel tot de top, die een rol speelt bij het openen van het sporendoosje). De sporen zijn bol- of kubusvormig of tweelobbig.
De gametofyten zijn klein en groen, bezet met knotsvormige haren.

## Taxonomie
In de taxonomische beschrijving van Smith en anderen uit 2006 is de familie Gleicheniaceae naast de families Dipteridaceae en Matoniaceae opgenomen in de orde Gleicheniales. De voormalige onafhankelijke families Dicranopteridaceae en Stromatopteridaceae zijn daarbij opgenomen in de familie Gleicheniaceae.
Volgens diezelfde auteurs omvat de familie zes recente geslachten met ongeveer 125 soorten. De familie vormt in deze samenstelling een monofyletische groep.
Daarnaast worden in de familie Gleicheniaceae enkele fossiele geslachten geplaatst.
- Familie: Gleicheniaceae (incl. Dicranopteridaceae, Stromatopteridaceae)
  - Geslachten:
    - Dicranopteris
    - Diplopterygium
    - Gleichenella
    - Gleichenia
    - Microphyllopteris †
    - Sticherus
    - Stromatopteris

Geslachten: Dicranopteris · Diplopterygium · Gleichenella · Gleichenia · Microphyllopteris † · Sticherus · Stromatopteris